# Palaemon floridanus
Palaemon floridanus är en kräftdjursart som beskrevs av Fenner A. Chace 1942. Palaemon floridanus ingår i släktet Palaemon och familjen Palaemonidae. Inga underarter finns listade i Catalogue of Life.